# Altdeutsche Weinstube (Spittal an der Drau)

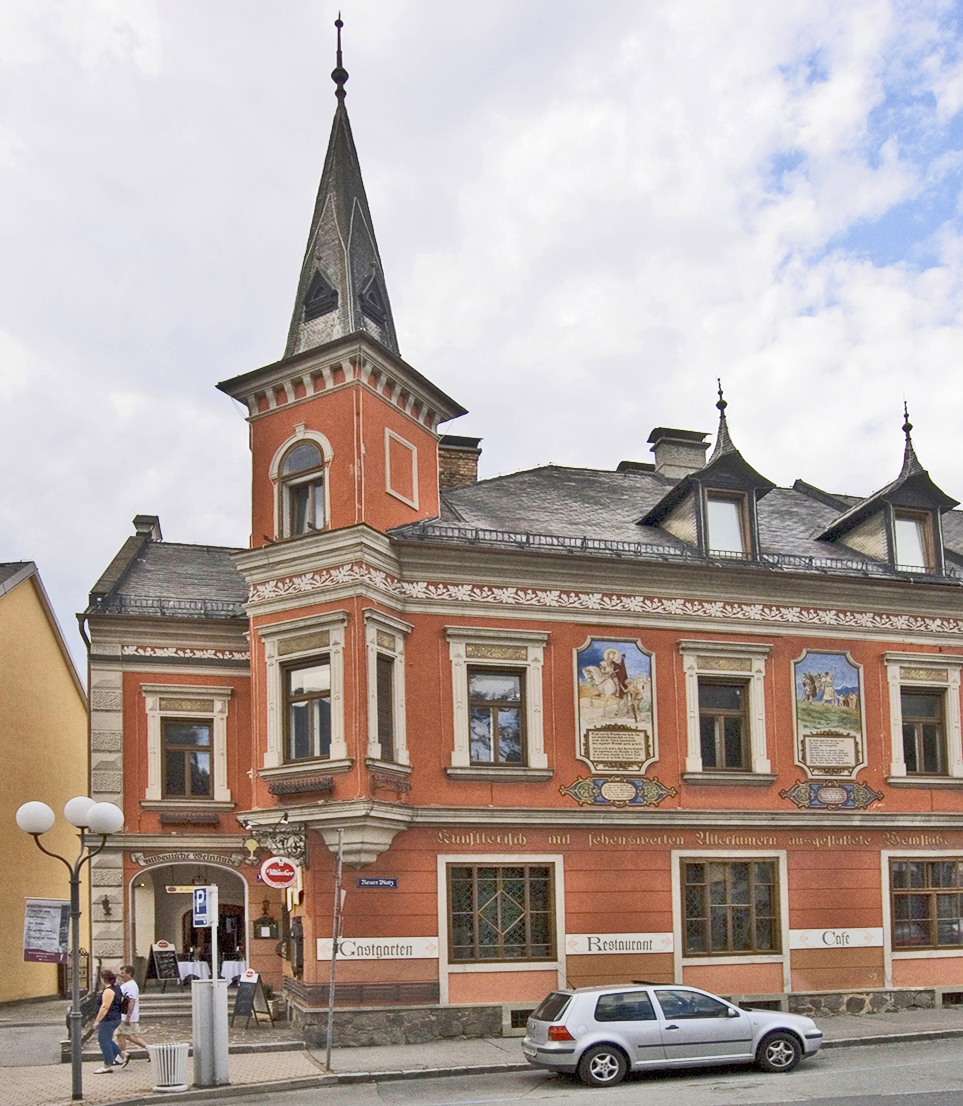

Die Altdeutsche Weinstube am Neuen Platz in Spittal an der Drau ist ein 1900 bis 1902 von Martin Ladinig errichtetes Gast- und Wohnhaus, das bis 1929 von Johann Rotschopf, Franz Sommeregger und Guido Zernatto dem Älteren im Stil der Neugotik, der Neorenaissance und des Neobarock ausgestattet wurde.
Der zweigeschoßige Bau ist über einem winkelförmigen Grundriss errichtet. Die Krüppelwalmdächer der Dachhäuschen werden von dachreiterartigen Türmchen bekrönt. Die mit zwei rundbogigen Arkaden geöffnete Loggia akzentuiert den Eingangsbereich an der Südseite. Die beiden mit „Martin Ladinig 1929“ bezeichneten Wandbilder an der Ostfassade stellen die Mantelspende des heiligen Martin und eine Szene aus dem „Gelobten Land“ dar und sind mit Sprüchen von Guido Zernatto versehen. Die Ausstattung des Hauses setzt sich aus „altdeutschem“ Kunsthandwerk vom Anfang des 20. Jahrhunderts sowie antiquarischen Sammelstücken in der Tradition des romantischen Historismus des 19. Jahrhunderts zusammen.